# يوزوكي إيتو
يوزوكي إيتو (باليابانية: 伊藤 優津樹) (7 أبريل 1974 في شيزوكا في اليابان – )؛ هو لاعب كرة قدم ياباني سابق كان يلعب كلاعب وسط.

## وصلات خارجية
- يوزوكي إيتو على موقع رابطة كرة القدم اليابانية للمحترفين (اليابانية)
- يوزوكي إيتو على موقع عالم كرة القدم.نت (الإنجليزية)